# チャホウキタケモドキ
チャホウキタケモドキ（学名: Ramaria apiculata）はラッパタケ科ホウキタケ属のキノコ。

## 概要
シベリア、日本、北アメリカ、ヨーロッパに分布する。秋、針葉樹の朽木に発生する。
子実体はほうき状で高さは約7cm。色は暗いにっけい色。胞子は淡黄色で楕円形。食用になる。